# Нойштедтер Роман Петрович
Роман Нойштедтер (нім. Roman Neustädter, нар. 18 лютого 1988, Дніпропетровськ, нині Дніпро) — німецький та російський футболіст, захисник бельгійського клубу «Вестерло». Грав за збірну Росії.

## Клубна кар'єра
Народився 18 лютого 1988 року в місті Дніпропетровську в родині радянського футболіста Петра Нойштедтера. У дитячому віці переїхав разом родиною до Німеччини, куди батька запросили продовжити ігрову кар'єру представники клубу «Майнц 05». Вихованець дитячої школи цього клубу.
У дорослому футболі Роман дебютував 2006 року виступами за другу команду клубу «Майнц 05», яку на той час, вже перейшовши на тренерську роботу, очолював його батько.
Своєю грою за команду дублерів привернув увагу представників тренерського штабу головної команди «Майнц 05», до складу якої почав залучатися 2008 року. Відіграв за клуб з Майнца один сезон.
2009 року уклав контракт з клубом «Боруссія» (Менхенгладбах), у складі якого провів наступні три роки своєї кар'єри гравця.
До складу клубу «Шальке 04» приєднався влітку 2012 року.
У червні 2016 року вирішила не продовжувати контракт з командою. За інформацією ЗМІ, вів переговори з російськими клубами ЦСКА і «Рубін».
У липні 2016 року Нойштедтер, покинувши «Шальке 04», перейшов в турецький клуб «Фенербахче». Трохи пізніше стали відомі подробиці угоди Романа з новим клубом. Зарплата півзахисника склала 1,8 мільйона євро в рік. 21 серпня в матчі проти «Істанбул Башакшехір» Роман дебютував в турецькій Суперлізі.
9 серпня 2019 року на правах вільного агента перейшов в московське «Динамо», підписавши з клубом однорічний контракт.

## Виступи за збірні
2008 року залучався до складу молодіжної збірної Німеччини. На молодіжному рівні зіграв у 3 офіційних матчах, забив 1 гол.
Враховуючи українське походження футболіста, у ЗМІ неодноразово розглядалася ймовірність його залучення до лав національної збірної України. Крапку у цьому питанні поставив головний тренер збірної Олег Блохін у своєму інтерв'ю в березні 2012 року, зазначивши, що Нойштедтер ніколи не мав на меті захищати кольори української збірної, натомість можливість такого розвитку подій використовувалася його представниками лише для створення додаткової уваги до гравця у ЗМІ.
Російські ЗМІ в грудні 2015 повідомили про прибуття Романа до Москви для отримання російського паспорта. 18 травня 2016 року отримав російське громадянство.
1 червня в товариському матчі проти Чехії дебютував за збірну Росії, вийшовши на заміну у другому таймі замість Василя Березуцького.
11 червня в першому матчі збірної Росії на Євро-2016 провів на полі 80 хвилин проти збірної Англії (1:1).
Був кандидатом на поїздку на чемпіонат світу 2018, але в остаточну заявку не потрапив. Сам гравець сказав: «Звичайно, я шокований і засмучений. Я готовий на 100% і був готовий віддати всі сили».
У серпні 2018 року головний тренер російської збірної Станіслав Черчесов  вніс Нойштедтера в оновлений склад. 14 жовтня в матчі Ліги націй проти збірної Туреччини (2:0) він забив свій перший гол за національну команду.

## Статистика виступів

### Статистика виступів за збірну
| Дата       | Місто      | Господарі  | Результат | Гості     | Турнір           | Голи | Примітки |
| ---------- | ---------- | ---------- | --------- | --------- | ---------------- | ---- | -------- |
| 14-11-2012 | Амстердам  | Нідерланди | 0 – 0     | Німеччина | товариський матч | -    | 87'      |
| 29-05-2013 | Бока-Ратон | Еквадор    | 2 – 4     | Німеччина | товариський матч | -    | 66'      |
| Усього     |            | Матчів     | 2         |           | Голів            | 0    |          |

| Дата       | Місто           | Господарі | Результат | Гості      | Турнір                               | Голи | Примітки |
| ---------- | --------------- | --------- | --------- | ---------- | ------------------------------------ | ---- | -------- |
| 01-06-2016 | Інсбрук         | Чехія     | 2 – 1     | Росія      | товариський матч                     | -    | 64'      |
| 11-06-2016 | Марсель         | Англія    | 1 – 1     | Росія      | ЧЄ 2016 - 1-й етап                   | -    | 80'      |
| 15-06-2016 | Вільнев-д'Аск   | Росія     | 1 – 2     | Словаччина | ЧЄ 2016 - 1-й етап                   | -    | 46'      |
| 31-08-2016 | Анталія         | Туреччина | 0 – 0     | Росія      | товариський матч                     | -    | 67'      |
| 28-03-2017 | Сочі            | Росія     | 3 – 3     | Бельгія    | товариський матч                     | -    |          |
| 27-03-2018 | Санкт-Петербург | Росія     | 1 – 3     | Франція    | товариський матч                     | -    |          |
| 07-09-2018 | Трабзон         | Туреччина | 1 – 2     | Росія      | Ліга націй УЄФА 2018-2019 - 1-й етап | -    |          |
| 10-09-2018 | Ростов-на-Дону  | Росія     | 5 – 1     | Чехія      | товариський матч                     | -    |          |
| 11-10-2018 | Калінінград     | Росія     | 0 – 0     | Швеція     | Ліга націй УЄФА 2018-2019 - 1-й етап | -    |          |
| 14-10-2018 | Сочі            | Росія     | 2 – 0     | Туреччина  | Ліга націй УЄФА 2018-2019 - 1-й етап | 1    |          |
| 15-11-2018 | Лейпциг         | Німеччина | 3 – 0     | Росія      | товариський матч                     | -    |          |
| 20-11-2018 | Стокгольм       | Швеція    | 2 – 0     | Росія      | Ліга націй УЄФА 2018-2019 - 1-й етап | -    |          |
| 03-09-2020 | Москва          | Росія     | 3 – 1     | Сербія     | Ліга націй УЄФА 2020—2021 - 1-й етап | -    | 77'      |
| Усього     |                 | Матчів    | 13        |            | Голів                                | 1    |          |